# دوري سلوفينيا لكرة القدم 1994–95
دوري سلوفينيا لكرة القدم 1994–95 (بالإيطالية: Prva slovenska nogometna liga 1994-1995)‏ هو الموسم 4 من  دوري سلوفينيا لكرة القدم. أقيم خلال الفترة 7 أغسطس 1994 وحتى 4 يونيو 1995، والذي يشرف على تنظيمه اتحاد سلوفينيا لكرة القدم، وكان عدد الأندية المشاركة فيه  16، وفاز فيه نادي ليوبليانا الأولمبي لكرة القدم ‏.